# 密印寺
密印寺坐落在湖南省长沙市宁乡市沩山乡境内，地处沩山毗庐峰，始建于唐朝元和二年（807年），为裴休任潭州刺史时所建。其开山祖师为高僧灵祐禅师，被誉为沩仰宗的祖庭。

## 简史

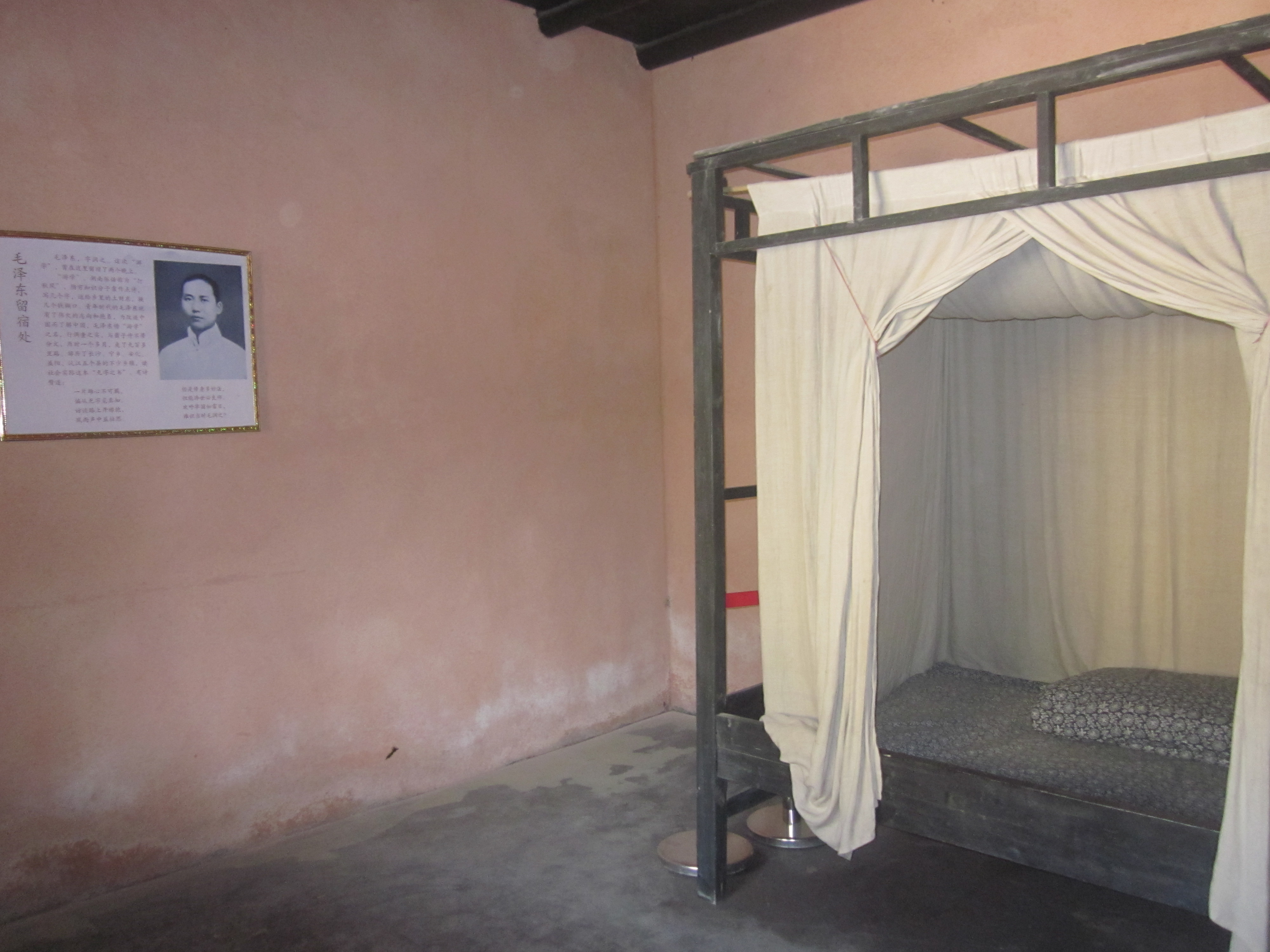
毛泽东下榻处

### 唐朝
唐宪宗八年，司马头陀刘潜游历天下来到湖南宁乡县，发现沩山奇峰飞石，云山雾海。大沩山的天竺峰下分布七座小山如北斗七星，青莲溪流着莲花清香。于是跑到江西百丈山，告知好友怀海禅师：“大沩山峰高岭峻，碧水粼莹，诸山重叠，俨如怀抱莲花，秀丽非常，如一处藏龙卧虎之地。如得此山建寺，真乃佛门之幸也。”怀海禅师随即吩咐弟子灵祐：“沩山胜境，尔当居之，嗣续吾宗，广度后学。”唐宪宗元和八年的八月十五日，灵祐来到沩山，在天竺峰下七星坪结草为庵。经过7年，唐宪宗元和二年（807年），大安禅师和灵祐禅师的共同努力，建立起“应禅寺”，太和二年（823年）奉赐“真应寺”，后来改名“三塔寺”。
唐武宗会昌年间，朝廷曾一度灭佛，时间长达两年，灵祐禅师不得不遣散僧众，过着自耕自食的生活。
唐武宗时宰相裴休因谏直言，被贬为湖南都团练守捉观察处置使、潭州刺史，来到宁乡县沩山居住，和灵祐禅师交好，亲自书写了《大藏经》。大中三年（849年）得到唐宣宗敕封“密印禅寺”匾额，大中十三年（859年）请赐“同庆寺”。“密印”源出古印度密教：“口诵真言（语密），手结契印（身密），心作观想（意密），三密相印，即可成佛”。灵祐禅师后来在江西宜春仰山传法布道，创建了“沩仰宗”。
唐宣宗大中三年（849年），宰相裴休捐建密印寺。裴休的二公子裴文德当初代替皇太子出家于密印寺，灵祐禅师赐予他法号“法海”，裴文德即是《白蛇传》中的法海原型人物。

### 宋朝
北宋熙宁（1068年–1077年）年间，安化县梅山匪乱不断，太后胞弟率领士兵围剿反而被劫持，密印寺主持“景慧”率领全寺僧人平定了匪乱，解救了太后胞弟，景慧禅师也被封国师，宋神宗御赐“下马石碑”，敕令“文官下轿，武官下马”，以示尊敬。宋徽宗崇宁三年（1104年），密印寺被大火焚毁，空印法师重修密印寺。

### 明朝
明朝洪武三年（1370年），密印寺被大火焚毁，彻当法师重修万佛殿。
明神宗万历四十七年（1619年），密印寺再度被大火焚毁。

### 清朝
顺治十二年（1655年），慧山超海修复密印寺，将密印寺改为临济宗。雍正十一年（1733年），《沩山语录》进入皇室龙藏，雍正帝给《沩山语录》和《仰山语录》做序，封沩山灵佑为“灵觉禅师”。

### 中华民国
1917年一天黄昏，毛泽东和萧子升游学来到沩山，二人提出要见方丈，小沙弥“法一”婉言拒绝，毛泽东和萧子升旋即递上名帖，方丈见“毛”字寥寥几笔却占三格，“萧”字洋洋上十笔却拘于一格，方丈认定毛泽东不同寻常。二人和方丈在此长谈，毛泽东领悟了“救国救民在于找到大本大源，而大本大源在于工农大众”的深刻道理。次日，毛泽东在万佛殿一眼辨认万尊佛像里的一尊纯金佛像，方丈大惊。二人离开密印寺前，方丈对萧子升讲述佛教，委婉规劝萧子升皈依佛门，萧子升拒绝了，方丈遗憾说：“只怕萧施主今日不留沩山，日后也难留中国。”
1922年，永光禅师恢复沩仰宗，并且请八指头陀、虚云和尚、虚太法师、宝生和尚、空也法师、法舫法师、茗山法师等主持密印寺的寺务。
1918年，密印寺被张三元放火烧毁，1933年由僧宝募捐重建。

### 中华人民共和国
1956年6月，毛泽东在北京市接见了宁乡县委书记张鹤亭，嘱咐他：“沩山是个好地方，有个密印寺，应该好好保护起来！”
文化大革命初期，建国前密印寺万佛殿三尊佛像、四壁饰金的12182尊砖佛及房间224间，在文革十年中，被破四旧的暴民砸毁释迦牟尼等三尊大佛，万佛殿四壁12000多尊饰金砖佛被破坏，大部分金身剥落，寺内钟、鼓、法器、藏经等洗劫一空，寺院被毁坏一空。
1972年，密印寺被湖南省革命委员会列入省级文物保护单位，并经文物部门的多次维修使万佛殿的屋面得已保存。
2005年9月20日，湖南省佛教协会主办，宁乡县人民政府、沩山密印禅寺承办，在密印寺举办 “2005中国宁乡首届国际佛文化节”。

## 伽蓝

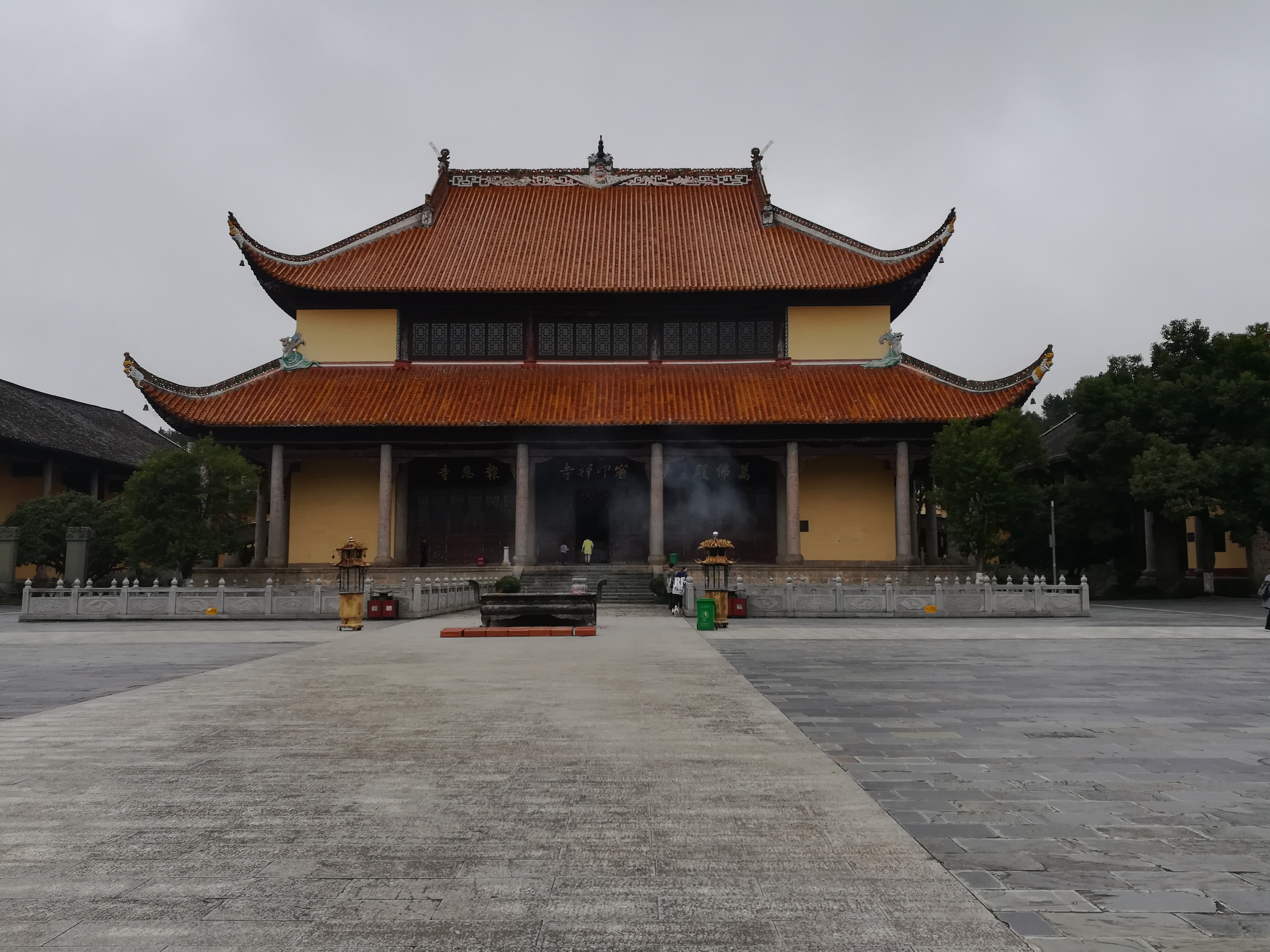
万佛殿

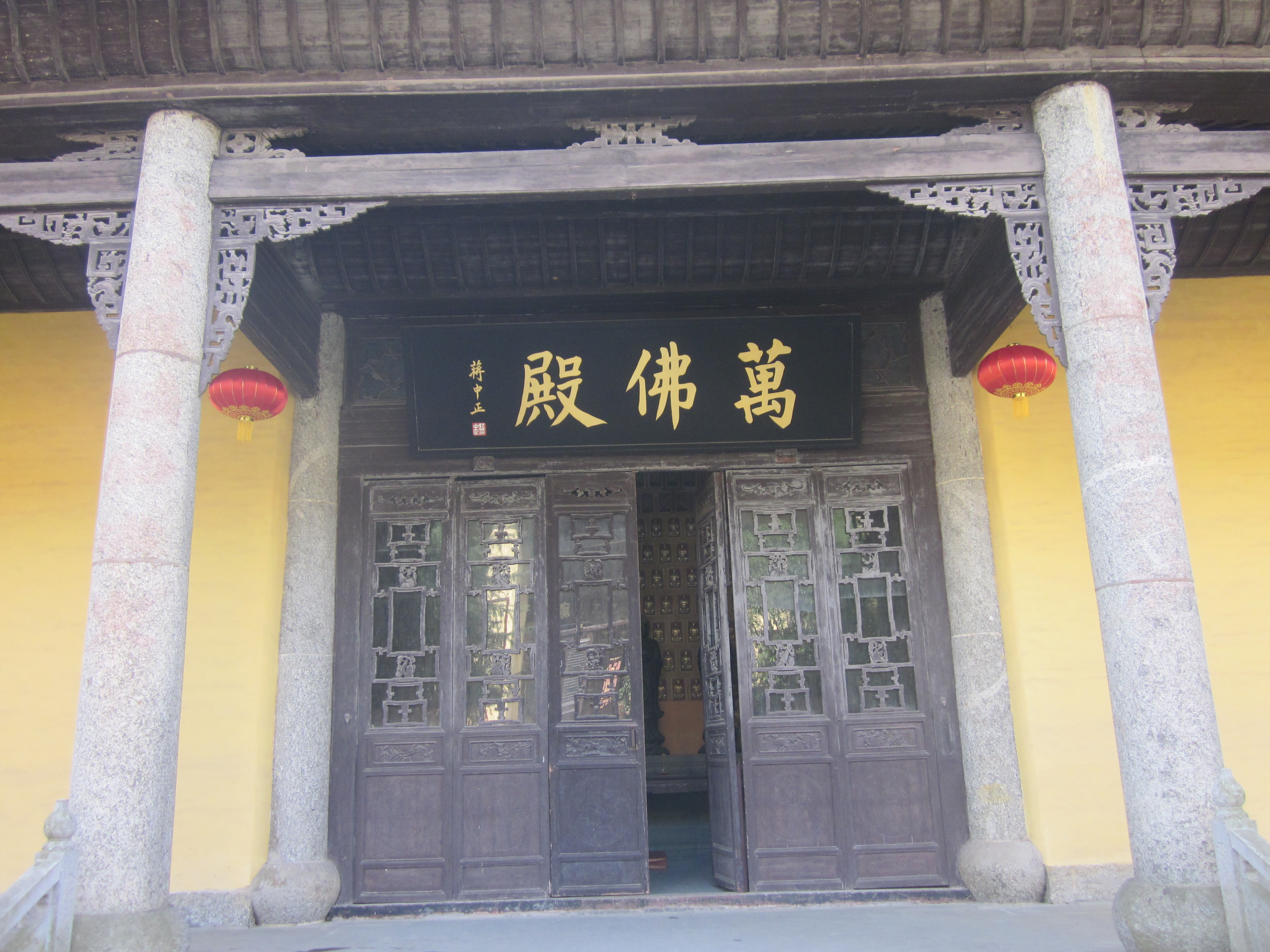
蒋中正手书“万佛殿”

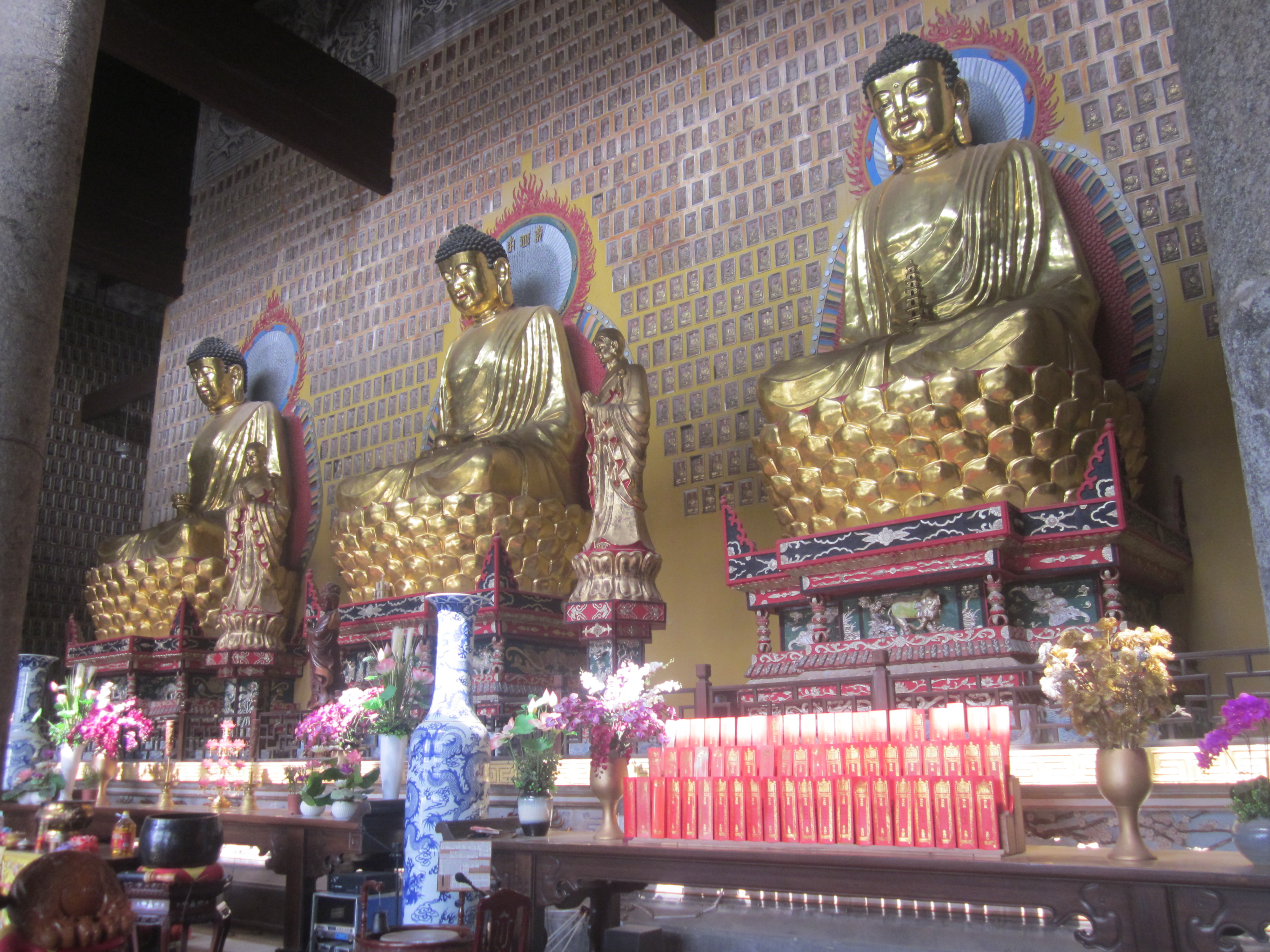
密印寺万佛殿的药师佛（左）、释迦牟尼佛（中）、阿弥陀佛（右）

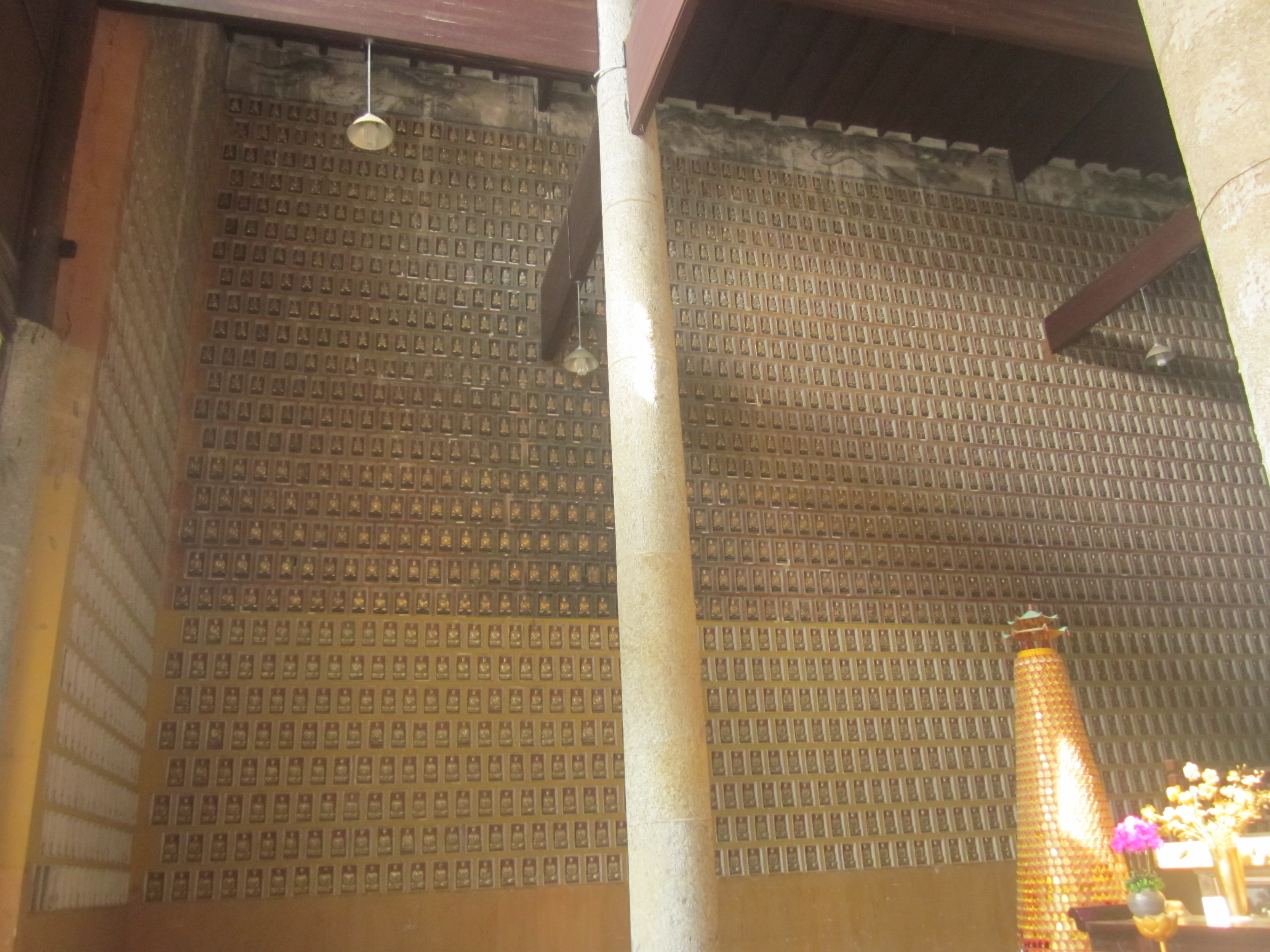
万佛殿内壁

唐宋时期，密印寺僧众有3000余人，寺田3700亩。宋朝大观元年，密印寺铸有5048斤大钟一口，涂以黄金，置之钟楼，晨敲夕叩，声闻数里。密印寺原藏经文5048卷，原有田租5048担，遂有“密印三藏”之称。
寺院现存建筑有山门、钟楼、鼓楼、万佛殿、文殊殿、普贤殿、警策殿、五观堂、后殿、配殿、禅堂、祖堂、御香亭、普同塔等，共计占地面积9000多平方米。寺中万佛殿墙壁嵌有12182尊金佛。

### 山门
山门中间上方刻有“密印寺”三个字，下方刻有“般若道场”和一副对联“法雨来衡岳，宗风启仰山”，右边小门上方刻有“祖意”，左边小门上方刻有“禅心”。山门前方有一对石狮子。

### 万佛殿
万佛殿的匾额“万佛殿”是1945年蒋介石题写。寺中万佛殿墙壁嵌有12182尊金佛。

### 警策殿
警策殿因沩山灵佑的著作《沩山警策》而得名。《沩山警策》是阐述人生无常和出家修行的佛学典籍，曾风行佛教界。

### 文殊殿
文殊殿供奉文殊菩萨，他是智慧和辩才的象征。

### 普贤殿
普贤殿供奉普贤菩萨，他主一切诸佛的理德和行德，又称“大行普贤菩萨”。

### 千手千眼观音像
2009年，宁乡县地方政府，企业及宗教界投巨资兴建的观音圣像总高99.19米，由600多吨铜制成，表面鎏金。其须弥座总建筑面积3999平方米。高度21.9米，象征观音菩萨的诞辰纪念日。观音圣像眉心的红宝石产自于澳洲，直径25公分。通向圣像的拜道共619级阶梯，在中部设拜祭广场。气势恢宏。现任住持静雄大师。

## 史上名僧

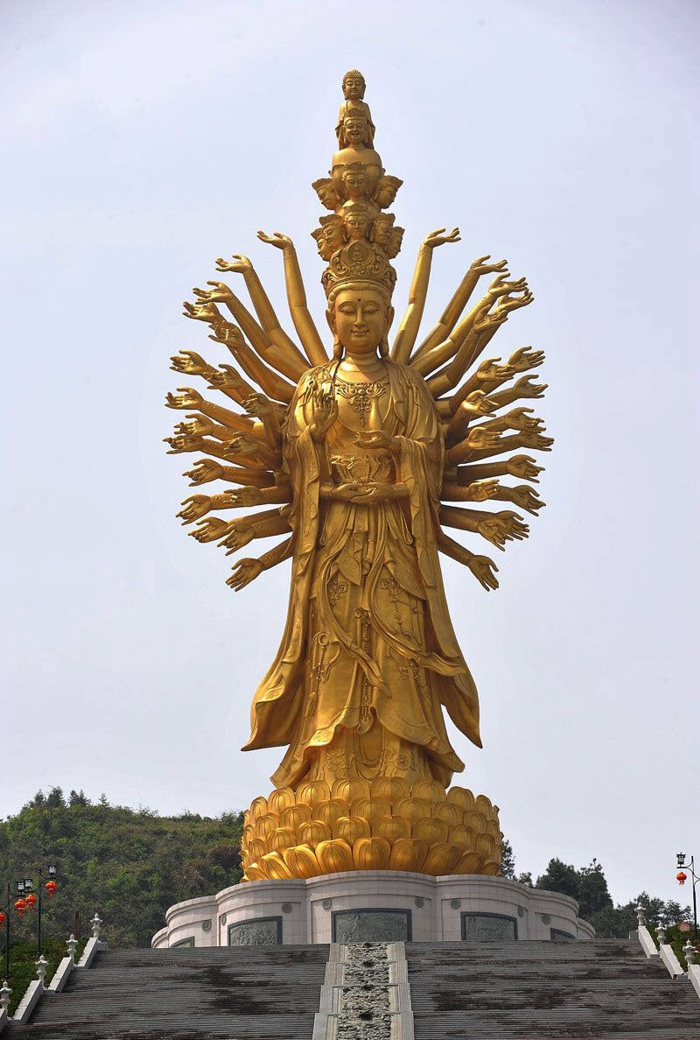
世界最大的千手千眼观音像——密印寺千手观音像

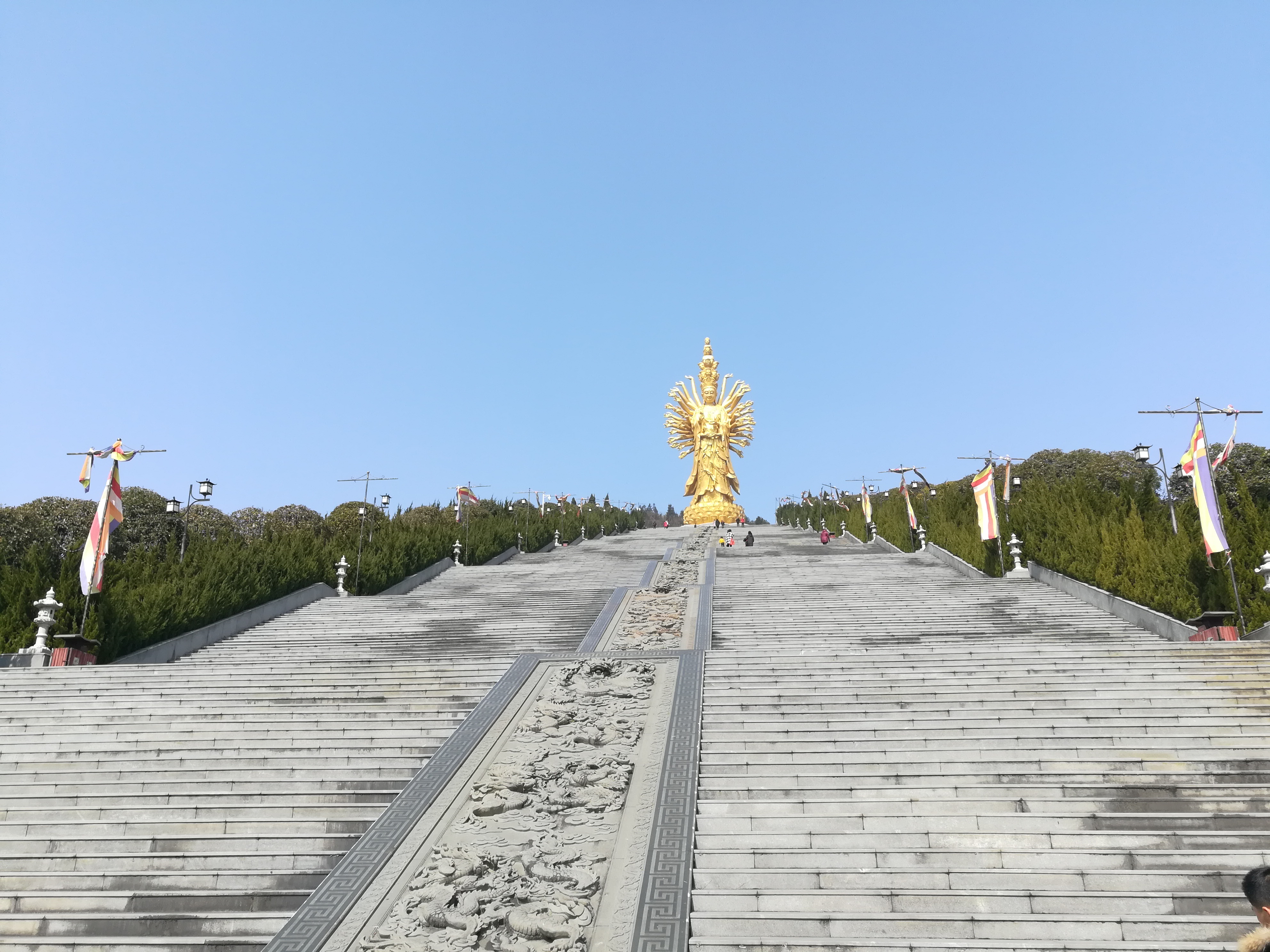
沩山之上

### 唐朝
- 沩山灵佑（沩仰宗开山祖师）

- 法海（裴文德）

### 宋朝
- 空印法师

### 明朝
- 彻当法师
- 大圆上座
- 吴峰如学
- 养拙行明

### 清朝
- 慧山超海

### 中华民国
- 永光禅师

- 八指头陀

- 虚云和尚

- 虚太法师

- 宝生和尚

- 空也法师

- 法舫法师

- 茗山法师

### 中华人民共和国
- 静雄大师（现任住持）

## 文化
唐朝宰相裴休：
|  | 一干龙象随高步，万里香花结胜因。 |

明末清初官僚周堪赓《优钵泉》：
|  | 莲花国里水青莲，震旦区中仅此传。流落江湖千万里，源头挂在碧岩前。 |

明末清初文人陶汝鼐《沩山禅堂》和《登万佛阁》：
|  | 坐禅成佛事淆讹，警策承谁恩力多。师子室中床坐满，新分一座与维摩。 |

|  | 愿海须乘愿力来，峨峨金碧慧公才。千馀智识风规在，百亿文殊楼阁开。信有旃檀飞鹫岭，曾无玉带镇香台。欣言老眼看殊胜，缥缈凭阑日几回。 |

清朝政治家、军事家曾国藩：
|  | 福慧足如来，衣传数万年象教。圆通秒无著，心衍三千界法轮。 |

清朝湘军将领罗绕典：
|  | 又续天童正脉，威扬刹海，锡振卢峰，杜斩群魔擎慧剑。全提密印宗纲，德播寰区，杯浮沩水，重开五叶啧莲香。 |

清朝文人周在炽《大沩凌云》：
|  | 大沩山与白云齐，云去云来无定期。峰顶入云藏不见，青天浑被浮云欺。有时化作甘霖沛，一朝洒向潇湘西。雨霁云消蹑绝顶，凌空俯看万山低。 |

民国时任中国国民党湖南省主席何键多次造访密印寺并著书《沩山烬影》。
毛泽东《归国谣》：
|  | 今宵月，直把天涯都照彻。清光不令青山失，清溪却向青滩泄。鸡声歇，马嘶人语长亭白。 |

## 评价
清朝陶汝鼐说：“衡岳之下，山之大者数十，以沩最著。”

## 脚注
1. ↑  方丈答道：“毛施主一个字要占两三格，而萧施主一个格能写两个字。字如其人的道理，贫僧略知一二。”
2. ↑  方丈说万佛之中有一尊纯金佛像，平凡之人很难辨认出来。毛泽东绕行殿内，对着一尊佛像一指。方丈心中一惊：“佛门之外，一眼认出本殿金佛，唯有这年轻人。”
3. ↑  据《卫士长谈毛泽东》一书称，毛泽东在与方丈探讨中外宗教异同时表示：“中国没有类似其他国家的宗教战争，几个宗教和谐共存，对国家来说不是坏事。”方丈遂言：“只望毛施主记住这句话，日后不要忘记。”毛泽东追问缘故，方丈不再言语。方丈同时劝萧子升皈依佛门，不然“他日定难留中华”。果然，萧子升日后与毛泽东分道扬镳，任职国民党政府，先遭人诬陷，后被迫移居乌拉圭数十年，直至客死他乡多年方才洗清冤屈。
4. ↑  密印寺前沩水河的一条支流叫清溪，发源于清溪坳，流经清溪村。清溪汇入沩水河的地方是一片沙滩，长满了青草，叫长滩。毛泽东离开密印寺时把这首词题写在一把扇子上送给小沙弥法一，但是1918年密印寺的大火烧毁了扇子。1937年毛泽东在延安窑洞里又把这首词题写送给了女作家丁玲。
5. ↑   註: